# Cirrochroa lautensis
Cirrochroa lautensis är en fjärilsart som beskrevs av Talbot. Cirrochroa lautensis ingår i släktet Cirrochroa och familjen praktfjärilar. Inga underarter finns listade i Catalogue of Life.